# Lützenreuth
Lützenreuth ist ein Gemeindeteil der Stadt Gefrees im Landkreis Bayreuth (Oberfranken, Bayern). Die Gemarkung Lützenreuth hat eine Fläche von 6,454 km². Sie ist in 603 Flurstücke aufgeteilt, die eine durchschnittliche Flurstücksfläche von 10703,45 m² haben. In ihr liegen neben dem namensgebenden Ort die Gemeindeteile Ackermannshof, Hinterer Kesselberg, Meyerhof, Stein und Vorderer Kesselberg. Zum Gemeindeteil Lützenreuth zählt die Einöde Lochnerseinzel.

## Geografie
Das Dorf liegt auf freier Flur südlich des Kesselbergs (591 m ü. NHN) und östlich des Wachbergs (584 m ü. NHN), die mit weiteren Erhebungen einen Höhenzug des Fichtelgebirges bilden. Im Ort entspringt ein namenloser rechter Zufluss des Lübnitzbachs. Südlich von Lützenreuth gibt es einen Hohlweg mit Baumbestand, der als Naturdenkmal ausgezeichnet ist. Die Kreisstraße BT 48 führt nach Böseneck zur Staatsstraße 2180 (2 km nördlich) bzw. nach Hohenknoden (2,4 km südwestlich). Eine Gemeindeverbindungsstraße führt nach Mooshof (0,9 km westlich). Ein Anliegerweg führt nach Entenmühle (1 km östlich).

## Geschichte
Der Ort wurde im Jahr 1350 als „Luczelreut“ erstmals urkundlich erwähnt.
Zur Realgemeinde Lützenreuth gehörte Kesselberg. Gegen Ende des 18. Jahrhunderts bestand Lützenreuth aus 23 Anwesen. Die Hochgerichtsbarkeit stand dem bayreuthischen Stadtvogteiamt Berneck zu. Die Dorf- und Gemeindeherrschaft wurde sowohl von der bambergischen Amtsverwaltung Grünstein als auch von dem Stadtvogteiamt Berneck beansprucht. Grundherren waren
- die Gemeinde Lützenreuth: 1 Schmiedehaus;
- die bambergische Amtsverwaltung Grünstein: 3 Halbhöfe, 1 Sölde, 1 halbe Sölde, 2 Tropfhäuslein;
- das bambergische Kastenamt Stadtsteinach: 2 Güter;
- das Gotteshaus Marktschorgast: 1 Haus;
- das bayreuthische Kastenamt Gefrees: 2 Halbhöfe;
- das bayreuthische Amt Stein: 1 Hof, 5 Halbhöfe, 2 Sölden, 1 Wirtshaus, 1 Tropfhaus.[7]

1802 kam Lützenreuth durch Reichsdeputationshauptschluss an das Herzogtum Bayern, zwischenzeitlich 1804 an Preußen, 1806 an Frankreich, 1810 an das Königreich Bayern. Infolge des Ersten Gemeindeedikts wurde 1812 der Steuerdistrikt Lützenreuth gebildet. Zu diesem gehörten Ackermannshof, Hermersreuth, Hinterer Kesselberg, Meyerhof, Stein und Vorderer Kesselberg. Zugleich entstand die Ruralgemeinde Lützenreuth, die deckungsgleich mit dem Steuerdistrikt war. Sie war in Verwaltung und Gerichtsbarkeit dem Landgericht Gefrees zugeordnet und in der Finanzverwaltung dem Rentamt Gefrees. 1840 wurde die Gemeinde Lützenreuth an das Landgericht Berneck und an das Rentamt Marktschorgast überwiesen (1919 in Finanzamt Marktschorgast umbenannt). Ab 1862 gehörte Lützenreuth zum Bezirksamt Berneck. Die Gerichtsbarkeit blieb beim Landgericht Berneck (1879 in Amtsgericht Berneck umgewandelt). 1929 wurde die Gemeinde schließlich an das Bezirksamt Münchberg (1939 in Landkreis Münchberg umbenannt) und das Finanzamt Münchberg abgegeben, 1931 auch an das Amtsgericht Münchberg. Seit 1959 ist das Amtsgericht Bayreuth zuständig. Die Gemeinde hatte 1964 eine Gebietsfläche von 6,454 km². Im Zuge der Gebietsreform in Bayern wurde Lützenreuth am 1. Juli 1971 nach Gefrees eingemeindet. Am 1. Juli 1972 kam die Gemeinde Lützenreuth an den Landkreis Bayreuth.

### Baudenkmäler
- Haus Nr. 23: Wohnstallhaus

ehemaliges Baudenkmal
- Haus Nr. 1: Zweigeschossiger, verputzter Satteldachbau, der Scheitelstein des Türsturzes bezeichnet „P. D. 1848“. Zugehörig eingeschossiger Stallbau aus Sandsteinquadern mit Halbwalmdach und Ecklisenen, der Scheitelstein des Türsturzes bezeichnet „PD 1841“.[12]

### Einwohnerentwicklung
Gemeinde Lützenreuth
| Jahr      | 1812  | 1840   | 1852   | 1855   | 1861   | 1867   | 1871   | 1875   | 1880   | 1885   | 1890   | 1895   | 1900   | 1905   | 1910   | 1919   | 1925   | 1933   | 1939   | 1946   | 1950   | 1952   | 1961  | 1970   |
| Einwohner | 313   | 352    | 375    | 374    | 410    | 398    | 394    | 384    | 362    | 378    | 344    | 338    | 337    | 348    | 333    | 323    | 316    | 342    | 307    | 434    | 409    | 348    | 287   | 246    |
| Häuser    | 57    |        |        |        |        |        | 61     |        |        | 62     | 56     |        | 55     |        |        |        | 60     |        |        |        | 59     |        | 63    |        |
| Quelle    | [ 8 ] | [ 14 ] | [ 14 ] | [ 14 ] | [ 15 ] | [ 16 ] | [ 17 ] | [ 18 ] | [ 19 ] | [ 20 ] | [ 21 ] | [ 14 ] | [ 22 ] | [ 14 ] | [ 23 ] | [ 14 ] | [ 24 ] | [ 25 ] | [ 25 ] | [ 25 ] | [ 26 ] | [ 25 ] | [ 9 ] | [ 27 ] |

Ort Lützenreuth
| Jahr      | 001812 | 001819 | 001861 | 001871 | 001885 | 001900 | 001925 | 001950 | 001961 | 001970 | 001987 |
| Einwohner | 160    | 158 *  | 212    | 212    | 201    | 177    | 170    | 181    | 140    | 114    | 76     |
| Häuser    | 28     |        |        |        | 30     | 27     | 29     | 30     | 33     |        | 16     |
| Quelle    | [ 8 ]  | [ 28 ] | [ 15 ] | [ 17 ] | [ 20 ] | [ 22 ] | [ 24 ] | [ 26 ] | [ 9 ]  | [ 27 ] | [ 1 ]  |

## Religion
Die bambergischen Untertanen waren ursprünglich nach St. Jakobus der Ältere (Marktschorgast) gepfarrt, die bayreuthischen Untertanen nach St. Trinitatis (Berneck). Seit der Reformation ist der Ort evangelisch-lutherisch geprägt und nach Berneck gepfarrt.